# Anyphops hewitti
Espèce
Synonymes
- Selenops hewitti Lawrence, 1940

Anyphops hewitti est une espèce d'araignées aranéomorphes de la famille des Selenopidae.

## Distribution
Cette espèce se rencontre en Afrique du Sud et en Namibie.

## Description
La femelle syntype mesure 9,4 mm et le mâle 8 mm.

## Systématique et taxinomie
Cette espèce a été décrite sous le protonyme Selenops hewitti par Lawrence en 1940. Elle est placée dans le genre Anyphops par Benoit en 1968.

## Étymologie
Cette espèce est nommée en l'honneur de John Hewitt.

## Publication originale
- Lawrence, 1940 : « The genus Selenops (Araneae) in South Africa. » Annals of the South African Museum, vol. 32, p. 555-608 (texte intégral).